# Finsnechtae mac Tommaltaig
Finsnechtae mac Tommaltaig (mort en 848), , est roi de Connacht issu du sept Síl Muiredaig des Uí Briúin une branche des Connachta. Il règne de 843 à 848.

## Contexte
Finsnechtae mac Tommaltaig est l'un des fils de Tommaltach mac Murgail et le frère de Muirgius mac Tommaltaig et Diarmait mac Tommaltaig. il accède au trône de Connacht en 843 après la mort de Fergus mac Fothaid le petit-fils de Dub-Indrecht mac Cathail du Síl Cathail Selon les Annales d'Ulster il meurt en 848, après s'être démis de la royauté, comme anachorète sous le nom Fínnechta de Luibnech. Il à comme successeur Mugron mac Máele Cothaid le dernier membre du Síl Cathail à occuper cette fonction.

## Sources
- (en) Francis John Byrne, Irish Kings and High-Kings, Londres, Batsford, 1973 (ISBN 0-7134-5882-8)
- (en) T.W Moody, F.X. Martin, F.J. Byrne A New History of Ireland IX Maps, Genealogies, Lists. A companion to Irish History part II . Oxford University Press réédition 2011  (ISBN 9780199593064) Kings of Connacht to 1224 p. 138.